# Tokushima
Tokushima (徳島市, Tokushima-shi) est une ville située dans la préfecture de Tokushima, sur l'île de Shikoku, au Japon.
La spécialité de Tokushima est un agrume, le sudachi.

## Géographie

### Situation
La ville de Tokushima est située dans le nord-est de la préfecture de Tokushima, sur l'île de Shikoku, au Japon.

### Municipalités limitrophes
| Ishii     | Aizumi, Kitajima | Matsushige   |
| Kamiyama  | Tokushima        | canal de Kii |
| Sanagōchi | Katsuura         | Komatsushima |

### Démographie
Lors du recensement national de 2015, Tokushima rassemblait 258 554 habitants répartie sur 191,25 km2 (densité de population d'environ 1 352 hab./km2).

### Hydrographie
Le cours inférieur du fleuve Yoshino traverse le nord de la ville de Tokushima où il forme un delta et se termine dans l'océan Pacifique,.

### Topographie
Le mont Bizan, une colline de 290 m, occupe le centre de la ville. De son sommet, les monts Sanuki et la mer intérieure de Seto sont visibles.

### Climat
| Mois                                | jan. | fév. | mars | avril | mai  | juin | jui. | août | sep. | oct. | nov. | déc. | année |
| ----------------------------------- | ---- | ---- | ---- | ----- | ---- | ---- | ---- | ---- | ---- | ---- | ---- | ---- | ----- |
| Température minimale moyenne (°C)   | 2    | 2,1  | 4,7  | 9,8   | 14,3 | 18,8 | 23,1 | 23,9 | 20,6 | 14,7 | 9,3  | 4,3  | 12,3  |
| Température moyenne (°C)            | 5,7  | 5,9  | 8,9  | 14,1  | 18,6 | 22,3 | 26,4 | 27,5 | 24,1 | 18,5 | 13,3 | 8,3  | 16,1  |
| Température maximale moyenne (°C)   | 9,4  | 9,8  | 13,1 | 18,5  | 22,9 | 25,8 | 29,8 | 31,2 | 27,6 | 22,3 | 17,3 | 12,3 | 20    |
| Précipitations (mm)                 | 46   | 59   | 93   | 134   | 139  | 221  | 180  | 175  | 272  | 154  | 92   | 48   | 1 613 |
| Nombre de jours avec précipitations | 15   | 15   | 16   | 14    | 15   | 17   | 15   | 14   | 17   | 14   | 12   | 14   |       |

## Histoire
En 1585, Hachisuka Iemasa, daimyo du clan Hachisuka, entre au pays d'Awa. Il bâtit le château de Tokushima autour duquel se développe une jōkamachi ou ville-château.
La ville moderne de Tokushima est fondée en 1889.
Le 4 juillet 1945, Tokushima subit un raid aérien mené par les Forces armées des États-Unis. Un millier de personnes sont tuées et 62 % de la ville sont réduits en cendres.

## Économie
L'exploitation forestière et la valorisation du bois sont les principales industries de Tokushima. Des menuisiers, descendants d'anciens constructeurs de bateaux, entretiennent un artisanat traditionnel de travail du bois. L'industrie textile (teinture à l'indigo), la pêche (murène japonaise et poisson-sabre) et l'agriculture (riz, légumes, sudachi et fraises) sont des secteurs d'activité également développés.

## Transports
La gare de Tokushima est la principale gare de la ville.

## Culture locale et patrimoine

### Patrimoine architectural

#### Édifices religieux
Le territoire de Tokushima comprend cinq des quatre-vingt-huit temples bouddhisques ponctuant le pèlerinage de Shikoku, qui commence au temple Ryōzen (temple no 1), situé dans la ville de Naruto, au nord de Tokushima. Le Dainichi-ji, le Jōraku-ji, le Kokubun-ji, le Kan'on-ji et l'Ido-ji sont respectivement les temples nos 13 à 17.

#### Édifices civils
À l'embouchure du fleuve Yoshino, une île fluviale constitue l'emplacement de l'ancien château de Tokushima, classé site historique national,. Fondé à la fin du XVIe siècle, il reste une place forte du clan Hachisuka pendant trois cents ans. À l'initiative du ministère de la Guerre, la plupart de ses bâtiments sont détruits durant l'ère Meiji (1868-1912). En 1945, le site tombe en ruine après un bombardement aérien. Au début du XXIe siècle, une porte d'entrée restaurée en 1989 signale le périmètre de l'ancien château, transformé en parc incluant un musée et un jardin japonais, le jardin Omotegoden,,.

### Événements
Tous les ans au mois d'août, l'Awa-odori, une danse traditionnelle, est à l'honneur lors des festivités estivales organisées à Tokushima. À l"occasion d'O bon, une fête bouddhique, des dizaines de milliers de danseurs défilent dans les rues de la ville pendant quatre jours et attirent plus d'un million de touristes.

## Jumelages
- Saginaw (États-Unis) depuis 1961[10]
- Leiria (Portugal) depuis 1969[11]
- Dandong (Chine) depuis 1991[12]

## Symboles municipaux
L'arbre symbole de Tokushima est Elaeocarpus sylvestris, choisi en 1984, sa fleur symbole la fleur de sakura, plante ornementale choisie en 1967.

## Personnalités liées à la municipalité
- Toshio Bando (1895-1973), artiste peintre né à Tokushima.